# Canton d'Auzon
Pour les articles homonymes, voir Auzon.
Le canton d'Auzon est une ancienne division administrative française, située dans le département de la Haute-Loire en région Auvergne.Toutes ses communes sont membres de la Communauté de communes Auzon Communauté.

## Composition
Le canton d'Auzon groupait douze communes :
| Nom                  | Code Insee | Intercommunalité        | Population (dernière pop. légale) |
| -------------------- | ---------- | ----------------------- | --------------------------------- |
| Auzon (chef-lieu)    | 43016      | CC Auzon Communauté     | 872 (2014)                        |
| Agnat                | 43001      | CC Brioude Sud Auvergne | 189 (2014)                        |
| Azérat               | 43017      | CC Auzon Communauté     | 262 (2014)                        |
| Champagnac-le-Vieux  | 43052      | CC Auzon Communauté     | 215 (2014)                        |
| Chassignolles        | 43064      | CC Auzon Communauté     | 69 (2014)                         |
| Frugerès-les-Mines   | 43099      | CC Auzon Communauté     | 550 (2014)                        |
| Lempdes-sur-Allagnon | 43120      | CC Auzon Communauté     | 1 327 (2014)                      |
| Saint-Hilaire        | 43193      | CC Auzon Communauté     | 168 (2014)                        |
| Saint-Vert           | 43226      | CC Auzon Communauté     | 111 (2014)                        |
| Sainte-Florine       | 43185      | CC Auzon Communauté     | 3 079 (2014)                      |
| Vergongheon          | 43258      | CC Auzon Communauté     | 1 834 (2014)                      |
| Vézézoux             | 43261      | CC Auzon Communauté     | 574 (2014)                        |

## Représentation

### Conseillers généraux de 1833 à 2015
Le canton a été supprimé en mars 2015 à la suite du redécoupage des cantons du département et les douze communes sont rattachées au canton de Sainte-Florine dont Sainte-Florine est le bureau centralisateur.
| Période           | Identité                               | Parti        | Qualité |
| ----------------- | -------------------------------------- | ------------ | --- |
| 1833-1848         | Auguste Lamothe                        |              | Concessionnaire des mines, Frugères-les-Mines                                                                            |
| 1848-1852         | Jean-Baptiste Julien Mandaroux-Vertamy |              | Avocat à la Cour d'appel de Paris, au Conseil d'État et à la Cour de cassation                                           |
| 1852-1861 (décès) | François Bardy                         |              | Propriétaire, géomètre, maire de Vézézoux puis d'Auzon, ancien conseiller d'arrondissement                               |
| 1861-1870 (décès) | Antoine Lagarde (1799-1870)            |              | Notaire à Lempdes-sur-Allagnon                                                                                           |
| 1871-1874         | Alexandre Virollet                     |              | Maire de Vergongheon |
| 1874-1887 (décès) | Arthur Marsal                          | Républicain  | Avocat, maire de Brioude                                                                                                 |
| 1887-1892         | Jean Veysseyre                         | Républicain  | Propriétaire à Vergongheon                                                                                               |
| 1892-1909 (décès) | Jean-Baptiste Domas                    | Rad.         | Maire d'Auzon |
| 1909-1919         | Louis Hiram-Gigante                    |              | Docteur-médecin, maire de Sainte-Florine                                                                                 |
| 1919-1940         | Alfred-Jean Théodat                    | Rad.         | Médecin à Auzon Membre de la Commission administrative départementale (1941-1942) Nommé conseiller départemental en 1942 |
|                   |                                        |              | |
| 1945-1961         | Jean Pomel                             | SFIO         | Industriel briquetier Maire de Vergongheon, ancien conseiller d'arrondissement                                           |
| 1961-1967         | Gustave Bussière (1900-1980)           | Centriste    | Maire de Sainte-Florine                                                                                                  |
| 1967-1979         | Jean Vallier                           | SFIO puis PS | Menuisier à Sainte-Florine                                                                                               |
| 1979-1992         | Gabriel Gay                            | PS           | Professeur Maire de Sainte-Florine (1977-2001)                                                                           |
| 1992-1998         | Roland Rivière                         | UDF-DL       | Professeur Maire de Saint-Hilaire                                                                                        |
| 1998-2004         | Gabriel Gay                            | PS           | Maire de Sainte-Florine                                                                                                  |
| 2004-2015         | Nicole Chassin                         | PS           | Enseignante Maire de Sainte-Florine (2001-2020) Elue en 2015 dans le Canton de Sainte-Florine                            |

### Conseillers d'arrondissement (de 1833 à 1940)
| Période                                  | Période | Identité                   | Étiquette   | Qualité |
| ---------------------------------------- | ------- | -------------------------- | ----------- | --- |
| 1833                                     | 1848    | François Bardy (1781-1861) |             | Géomètre à Vézézoux puis notaire à Auzon                                                                    |
| 1848                                     | ?       | M. Pichat                  | Républicain | |
|                                          |         |                            |             | |
| 1925                                     | 1931    | M. Pradon                  | Radical     | Maire de Vézézoux                                                                                           |
| 1931                                     | 1940    | Jean Pomel (1881-1966)     | SFIO        | Industriel briquetier, maire de Vergongheon                                                                 |
| 1940                                     |         |                            |             | Les conseils d'arrondissement ont été suspendus par la loi du 12 octobre 1940 et n'ont jamais été réactivés |
| Les données manquantes sont à compléter. |         |                            |             | |

## Démographie
| 1962   | 1968   | 1975   | 1982   | 1990  | 1999  | 2006  | 2011  | 2012  |
| ------ | ------ | ------ | ------ | ----- | ----- | ----- | ----- | ----- |
| 10 196 | 10 417 | 10 303 | 10 066 | 9 256 | 8 840 | 9 132 | 9 284 | 9 261 |